# Горе (Храстник)
Горе (словен. Gore, раније Sankt Georgen) је насељено место у општини Храстник, Засавска регија, Словенија.

## Историја
До територијалне реорганизације у Словенији био је у саставу старе општине Храстник.

## Становништво
У попису становништва из 2011. године, Горе је имао 148 становника.
| Број становника према пописима | Број становника према пописима | Број становника према пописима |
| ------------------------------ | ------------------------------ | ------------------------------ |
| 1991                           | 2002                           | 2011                           |
| 76                             | 101                            | 148                            |

Напомена: До 1955. исказивано под именом Свети Јуриј об Турју.